# اوفنهوسن، اتریش
اوفنهوسن (به آلمانی: Offenhausen) یک منطقهٔ مسکونی در اتریش است که در ناحیه ولس لند واقع شده‌است. اوفنهوسن ۱۵ کیلومتر مربع مساحت دارد ۳۸۶ متر بالاتر از سطح دریا واقع شده‌است.